# Мозок (фільм, 1969)
«Супермозок» (фр. «Le Cerveau») — франко-італійський комедійний художній фільм 1969 року, знятий режисером Жераром Урі, з Жаном-Полем Бельмондо та Бурвілем у головних ролях.

## Сюжет
Двоє злодіїв, Артур і Анатоль, задумали «казковий скік»: пограбування спеціального поїзду з Парижа до Брюсселя, що перевозить секретні фінанси країн НАТО. Тепер усе має відбутися за планом «Мозку», людини, у якої голова настільки перевантажена розумом, що не в змозі триматися прямо і падає на правий бік …, а можливо на лівий. Однак, інша банда збирається повторити знамените пограбування поїзда Глазго-Лондон, яке відбулося у четвер 8 серпня 1963 року. Ця друга банда пов'язана з сицилійською мафією Коза Ностра.

## У ролях
- Жан-Поль Бельмондо — Артур Леспінез
- Бурвіль — Анатоль
- Девід Нівен — «Супермозок»
- Елай Воллак — Френкі Сканнап'єко
- Сільвія Монті — Софія
- Анрі Жене — епізод
- Раймон Жером — комісар поліції
- Жак Балютен — епізод
- Анрі Атталь — епізод
- Ів Барсак — епізод
- Жак Сірон — епізод
- Робер Дальбан — епізод
- Маріо Давід — епізод
- Рауль Дельфосс — епізод
- Томмі Дагган — епізод
- Софі Грімальді — епізод
- Фернан Гіо — епізод
- Роже Люмон — епізод
- Поль Мерсі — епізод
- Макс Монтавон — епізод
- Патрік Прежан — епізод
- Тревор А. Стівенс — епізод
- Домінік Зарді — епізод
- Джон Ріко — епізод
- Арч Тейлор — епізод
- Роланд Монк — епізод
- Мік Бессон — епізод
- Гі Боннафу — епізод
- Джеррі Брауер — епізод
- Марсель Шарве — епізод
- Даніель Кроем — епізод
- Гі Делорм — епізод
- Жерар Ернандес — епізод
- Боб Інгарао — епізод
- Боб Лерік — епізод
- Піппо Мерізі — епізод
- Жан Мінізіні — епізод
- Раймон П'єрсон — епізод
- Жан-П'єр Позьє — епізод
- Дуглас Рід — епізод
- П'єр Торнад — епізод
- Сезар Торрес — епізод
- Жак ван Доорен — епізод
- Міша Байяр — епізод
- Шарль Дален — епізод
- Мішель Гарленд — епізод
- Луїджі Кортезе — епізод
- Жерар Стріфф — епізод
- П'єр Руссель — епізод

## Знімальна група
- Режисер — Жерар Урі
- Сценаристи — Марсель Жюлліан, Жерар Урі, Даніель Томпсон
- Композитор — Жорж Дельрю
- Художник — Жан Андре
- Продюсери — Поль Жолі, Ален Пуаре